# Nattens dronning
 For alternative betydninger, se Nattens dronning (flertydig). (Se også artikler, som begynder med Nattens dronning)
Nattens dronning (Selenicereus grandiflorus) er en kaktus, der har fem- til otte-kantede segmentsøjleformede skud med veludviklede luftrødder. Dens oprindelsessted er i det østlige Mexico og Caribien.
Den er eller har været anvendt som en medicinplante. Den formodes at være et afrodisiakum, men bliver også anvendt i homøopati.
Blomstringen foregår kun over en nat, hvor den åbner sig ved solnedgang og visner ved solopgang.